# Холофермент ДНК-полимеразы III
Холофермент ДНК-полимеразы III — главный ферментативный комплекс, задействованный в репликации ДНК у прокариот. Он был открыт Томасом Корнбергом (англ. Thomas B. Kornberg, сын Артура Корнберга) и Малькольмом Гефтером (англ. Malcolm Gefter) в 1970 году. Комплекс обладает высокой процессивностью (т. е. он присоединяет большое число нуклеотидов к растущей цепи за один акт связывания, не диссоциируя от ДНК-матрицы). У кишечной палочки E. coli он функционирует вместе с четырьмя другими ДНК-полимеразами (I, II), IV, V). Кроме полимеразной, холофермент может также корректировать возникающие при репликации ДНК ошибки за счёт 3'→5'-экзонуклеазной активности. Он входит в состав крупного ферментативного комплекса, осуществляющего репликацию ДНК — реплисомы.

## Строение и функционирование
В составе полного холофермента ДНК-полимеразы III насчитывают 10 типов субъединиц: α, β, γ, δ, δ', ε, θ, τ, χ, ψ. Их функции таковы (в скобках указан ген, кодирующий данный белок):
- Ферменты (каждого по 2 субъединицы), составляют кор — каталитическое ядро комплекса:
  - α (dnaE[англ.]) — полимеразная активность;
  - ε (dnaQ[англ.]) — 3'→5'-экзонуклеазная активность;
  - θ (holE[англ.]) стимулирует корректирующую активность ε-субъединицы.
- β (dnaN[англ.]) — 2 субъединицы; являются белками скользящей застёжки, удерживают холофермент связанным с ДНК, пока идёт репликация;
- τ (dnaX[англ.]) — 2 субъединицы; вызывают димеризацию двух из коровых ферментов (α, ε, и θ);
- γ-комплекс (также dnaX[англ.]) — 1 комплекс. Выступает в роли погрузчика белков скользящей застёжки на отстающей цепи, способствуя связыванию двух β-субъединиц с образованием замкнутого комплекса вокруг ДНК. γ-комплекс состоит из 5 субъединиц, среди которых: 3 γ-субъединицы, одна δ-субъединица (holA[англ.]), а также одна δ'-субъединица (holB[англ.]). δ-субъединица вовлечена в копирование отстающей цепи.
- χ (holC[англ.]) и ψ (holD[англ.]) имеются в количестве 1 субъединицы и вместе присоединяются либо к γ-, либо к τ-субъединице[2].

## Процессивность
Отличительной чертой холофермента ДНК-полимеразы III является её исключительно высокая процессивность. Известно, что он синтезирует лидирующую цепь ДНК со скоростью около 1000 нуклеотидов за секунду в одном цикле, при этом ни разу не диссоциировав от матрицы. Высокая процессивность обусловлена наличием белков скользящей застёжки, препятствующих диссоциации холофермента от ДНК-матрицы.